# 长柱尾突蚤
长柱尾突蚤（学名：Bythotrephes longimanus）为长棘蚤科尾突蚤属的动物。分布于亚洲、欧洲北部以及中国大陆的新疆等地，属于嗜寒性或广温性物种。其主要栖息于湖泊与水库的敞水区以及偶或出现于大型水塘中。